# Gorila
Gorila (znanstveno ime Gorilla) je rod človeku podobnih opic, ki živi v vlažnih gozdovih podsaharske Afrike, sestavljata pa ga dve danes živeči vrsti:  nižinska zahodna gorila (Gorilla gorilla) in gorska vzhodna gorila (Gorilla beringei). Rod je poleg šimpanzov najbližje soroden človeku.
So največji živeči prvaki; odvisno od vrste in spola zrastejo med 1,25 in 1,8 m v višino ter dosežejo težo med 140 in 180 kg. Samci so večji od samic, gorska gorila pa se od zahodne nižinske loči po temnejši dlaki in nekaj drugih manjših znakih. Živijo v tropih, ki jih vodijo dominantni srebrnohrbti samci. V divjini dosežejo starost 35 do 40 let. Po inteligentnosti zaostajajo le za ljudmi in šimpanzi; znano je, da uporabljajo orodje, izkazujejo kulturne razlike med populacijami in so se sposobne naučiti vsaj omejenega nabora znakovnega jezika.
Tradicionalno je veljalo, da vse populacije goril pripadajo isti vrsti, znotraj katere tvorijo tri podvrste, po zdaj uveljavljenem mnenju pa sta ločeni dve vrsti, vsaka s po dvema podvrstama.
Njihovo območje razširjenosti se razprostira po tropskih in subtropskih gozdovih listavcev podsaharske Afrike. Je razmeroma majhno, a obsega velik razpon nadmorskih višin, kjer gorska gorila naseljuje tudi gorske gozdove vulkanskega gorovja Virunga med 2200 in 4300 m nad morsko gladino. Po drugi strani zahodne nižinske gorile živijo v gostih gozdovih in nižinskih močvirjih. Po ocenah v divjini živi še 316.000 zahodnih nižinskih goril in 5000 gorskih. Obe vrsti Svetovna zveza za varstvo narave opredeljuje kot ogroženi zaradi krivolova, uničevanja habitatov in bolezni, od tega gorsko gorilo kot skrajno ogroženo. Na nekaj območjih so vzpostavljeni uspešni programi varovanja, v splošnem pa prizadevanja za ohranjanje omejuje politična nestabilnost v tem delu sveta in neučinkovito izvajanje zakonov.